# Лозница (Ваљево)
Лозница је насељено место града Ваљева у Колубарском округу. Према попису из 2022. било је 373 становника.
Овде се налази ОШ „Стеван Филиповић” ИО Ваљевска Лозница.

## Историја
Први помен села је забележен у турском попису (тефтеру) за хиџретску 934. годину, тј. 1527/1528. годину по садашњем рачунању времена.

Транскрибован на модерни турски, са османске арабице, унос са 213. странице тефтера TD 144 је гласио овако:
Lozniçe karye, Uziçe nahiye - Село Лозница, Нахија Ужице
Аутор сматра да је греша упис у Ужичку нахију и да се мисли на ваљевско село. Природаје навод Лознице као ваљевског насеља у тефтеру TD 978, страна 760, из времена владавине османског султана Сулејмана Величанственог (1520-1566).

## Демографија
Лозница је по харачким тефтерима из 1818. године имала 66 домова са 74 породице и 170 харачких личности. По попису од 1866. године било је 74 дома са 699 становника, док је по попису од 1874. године било 74 дома са 498 становника. Попис од 1884. године бележи 85 домова са 549 становника, док jе по попису од 1890. године уписано 86 домова са 628 становника. По попису од 1895. године било је 83 дома са 585 становника, a по попису од 1900. године је било 90 домова са 661 становником. Треба напоменути да се у харачким тефтерима из 1818. године Лозница помиње заједно са својим засеоком Веселиновац, који је данас засебно село.
Годишњи прираштај становништва Лознице у овом периоду се не може израчунати, пошто је све до краја 1874. године као заселак овог села било и село Веселиновац, које се од 1872. године рачуна као самостално село.
Сада у насељу Лозница живи 549 пунолетних становника, а просечна старост становништва износи 44,5 година (42,9 код мушкараца и 46,2 код жена). У насељу има 224 домаћинства, а просечан број чланова по домаћинству је 2,95.
Ово насеље је великим делом насељено Србима (према попису из 2002. године), а у последња три пописа, примећен је пад у броју становника.
|  |

| Демографија | Демографија | Демографија |
| Година      | Становника  | Становника  |
| ----------- | ----------- | ----------- |
| 1948.       | 1.194       |             |
| 1953.       | 1.203       |             |
| 1961.       | 1.082       |             |
| 1971.       | 897         |             |
| 1981.       | 826         |             |
| 1991.       | 737         | 713         |
| 2002.       | 660         | 665         |

| Етнички састав према попису из 2002.‍ | Етнички састав према попису из 2002.‍ | Етнички састав према попису из 2002.‍ | Етнички састав према попису из 2002.‍ | Етнички састав према попису из 2002.‍ |
| ------------------------------------ | ------------------------------------ | ------------------------------------ | ------------------------------------ | ------------------------------------ |
|                                      |                                      |                                      |                                      |                                      |
| Срби                                 | Срби                                 |                                      | 642                                  | 97,27%                               |
| непознато                            | непознато                            |                                      | 12                                   | 1,81%                                |

| Година пописа     | 1948. | 1953. | 1961. | 1971. | 1981. | 1991. | 2002. |
| ----------------- | ----- | ----- | ----- | ----- | ----- | ----- | ----- |
| Број домаћинстава | 212   | 218   | 236   | 229   | 241   | 215   | 224   |

| Број чланова      | 1  | 2  | 3  | 4  | 5  | 6  | 7 | 8 | 9 | 10 и више | Просек |
| ----------------- | -- | -- | -- | -- | -- | -- | - | - | - | --------- | ------ |
| Број домаћинстава | 56 | 58 | 29 | 32 | 25 | 20 | 4 | 0 | 0 | 0         | 2,95   |

| Пол    | Укупно | Неожењен/Неудата | Ожењен/Удата | Удовац/Удовица | Разведен/Разведена | Непознато |
| ------ | ------ | ---------------- | ------------ | -------------- | ------------------ | --------- |
| Мушки  | 295    | 86               | 175          | 18             | 9                  | 7         |
| Женски | 275    | 38               | 166          | 60             | 6                  | 5         |
| УКУПНО | 570    | 124              | 341          | 78             | 15                 | 12        |

| Пол    | Укупно                    | Пољопривреда, лов и шумарство | Рибарство                            | Вађење руде и камена | Прерађивачка индустрија       |
| ------ | ------------------------- | ----------------------------- | ------------------------------------ | -------------------- | ----------------------------- |
| Мушки  | 146                       | 51                            | 0                                    | 5                    | 28                            |
| Женски | 64                        | 31                            | 0                                    | 1                    | 12                            |
| УКУПНО | 210                       | 82                            | 0                                    | 6                    | 40                            |
| Пол    | Производња и снабдевање   | Грађевинарство                | Трговина                             | Хотели и ресторани   | Саобраћај, складиштење и везе |
| Мушки  | 0                         | 12                            | 4                                    | 0                    | 16                            |
| Женски | 1                         | 1                             | 6                                    | 1                    | 0                             |
| УКУПНО | 1                         | 13                            | 10                                   | 1                    | 16                            |
| Пол    | Финансијско посредовање   | Некретнине                    | Државна управа и одбрана             | Образовање           | Здравствени и социјални рад   |
| Мушки  | 0                         | 7                             | 4                                    | 2                    | 1                             |
| Женски | 0                         | 3                             | 2                                    | 2                    | 2                             |
| УКУПНО | 0                         | 10                            | 6                                    | 4                    | 3                             |
| Пол    | Остале услужне активности | Приватна домаћинства          | Екстериторијалне организације и тела | Непознато            | Непознато                     |
| Мушки  | 0                         | 0                             | 0                                    | 16                   | 16                            |
| Женски | 0                         | 0                             | 0                                    | 2                    | 2                             |
| УКУПНО | 0                         | 0                             | 0                                    | 18                   | 18                            |

## Галерија
- Ваљевска Лозница - Панорама
- Ваљевска Лозница - Панорама
- Ваљевска Лозница - Панорама
- Ваљевска Лозница - Панорама
- Ваљевска Лозница - Панорама
- Ваљевска Лозница - Панорама
- Ваљевска Лозница - Панорама
- Ваљевска Лозница - Школа
- Ваљевска Лозница - Панорама